# Конштансия
Коншта́нсия (порт.  Constância; [kõʃ'tɐ̃siɐ]) — посёлок городского типа в Португалии, центр одноимённого муниципалитета в составе округа Сантарен. Численность населения — 0,9 тыс. жителей (посёлок), 3,8 тыс. жителей (муниципалитет). Посёлок и муниципалитет входит в экономико-статистический Центральный регион и субрегион Медиу-Тежу. По старому административному делению входил в провинцию Рибатежу.

## Расположение
Посёлок расположен в 41 км на северо-восток от города Сантарен на реке Тежу при впадении в неё реки Зезири.
Муниципалитет граничит:
- на севере — муниципалитет Абрантеш
- на востоке — муниципалитет Абрантеш
- на юге — муниципалитет Абрантеш
- на западе — муниципалитеты Вила-Нова-да-Баркинья, Шамушка

## Население
| Население муниципалитета Конштансия (1801—2004) | Население муниципалитета Конштансия (1801—2004) | Население муниципалитета Конштансия (1801—2004) | Население муниципалитета Конштансия (1801—2004) | Население муниципалитета Конштансия (1801—2004) | Население муниципалитета Конштансия (1801—2004) | Население муниципалитета Конштансия (1801—2004) | Население муниципалитета Конштансия (1801—2004) | Население муниципалитета Конштансия (1801—2004) |
| ----------------------------------------------- | ----------------------------------------------- | ----------------------------------------------- | ----------------------------------------------- | ----------------------------------------------- | ----------------------------------------------- | ----------------------------------------------- | ----------------------------------------------- | ----------------------------------------------- |
| 1801                                            | 1849                                            | 1900                                            | 1930                                            | 1960                                            | 1981                                            | 1991                                            | 2001                                            | 2004                                            |
| 1583                                            | 2526                                            | 3034                                            | 3248                                            | 4077                                            | 3949                                            | 4170                                            | 3815                                            | 3796                                            |

## История
Поселок основан в 1571 году. Современное название официально получено в 1836 году.

## Достопримечательности

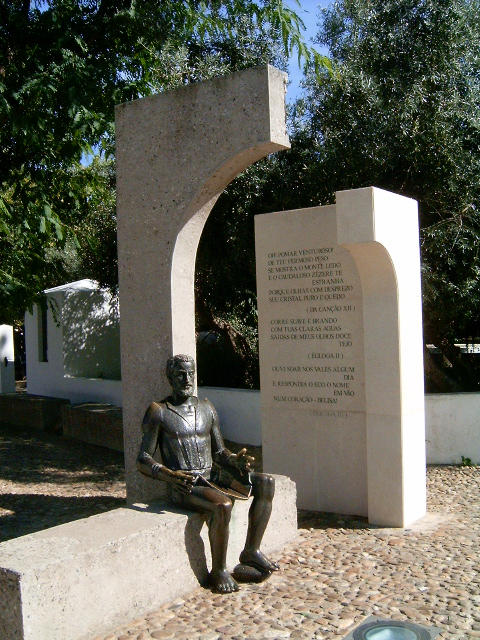
Памятник Камоэнсу

Предполагается, что здесь, когда населённый пункт носил название Пуньете (Punhete), между 1547 и 1550 годами находился в изгнании португальский поэт Луиш де Камоэнс, в честь которого установлен памятник.
В Конштансии находится дом-музей поэта Вашку ди Лима Коту. Музей основан в марте 1981 года указом президента Португалии Антониу Рамалью Эаниша и представляет собой барочный дом конца XVIII века. Поэт провёл в нём последние четыре года жизни. Здесь хранятся личные вещи и архив писателя, включая его переписку с друзьями, богатая коллекция произведений искусства, состоящая из мебели и картин.

## Районы
В муниципалитет входят следующие районы:
1. Конштансия
2. Монталву
3. Санта-Маргарида-да-Котада